# Парламентские выборы в Великобритании (1935)
Парламентские выборы в Великобритании 1935 года состоялись в четверг 14 ноября и стали тридцать шестыми парламентскими выборами в истории Великобритании и третьими после Пятой парламентской реформы 1928 года, которая ввела в Великобритании всеобщее избирательное право. Всего по мажоритарной избирательной системе относительного большинства с одним победителем было избрано 615 депутатов Палаты общин. Ключевыми вопросами предвыборной кампании стали проблемы безработицы и накалявшейся международной обстановки. Выборы завершились второй (хотя и меньшей) убедительной победой трёхпартийного Национального правительства, которое в июне 1935 года возглавил консерватор Стэнли Болдуин после отставки Рамси Макдональда из-за плохого состояния здоровья.
Как и в 1931 году, Национальное правительство представляло собой коалицию консерваторов с национал-лейбористами и национал-либералами, которая проводила совместную кампанию в рамках общего манифеста на платформе продолжения работы по решению экономических проблем, вызванных Великой депрессией. В переизбранном правительстве снова доминировали консерваторы, но, в то время как национал-либералы оставались относительно стабильными с точки зрения доли голосов и мест, национал-лейбористы потеряли больше трети своих мест, включая место лидера Рамси Макдональда.
Лейбористская партия возглавляемая, как тогда считалось временным лидером, Клементом Эттли, стала главным бенефициаром отхода избирателей от консерваторов, либералов и национал-лейбористов. Партия достигла своего лучшего на тот момент результата с точки зрения доли голосов избирателей и вернула себе около половины мест, которые она потеряла на предыдущих выборах. Либералы, которые ещё в 1932 году отделились от Национального правительства из-за разногласий по вопросу свободной торговле, продолжили свой спад, потеряв более трети своих мест (включая место лидера Герберта Сэмюэля).
Выборы 1935 года открыли эпоху двухпартийной политики, в которой доминировали консерваторы и лейбористы, и которая продлилась до возрождения либералов в 1970-х годах под руководством Джереми Торпа. Это были также первые выборы с 1895 года, на которых Независимая лейбористская партия выступала отдельно от Лейбористской партии, отделившись от неё в 1932 году. В Шотландии это были первые выборы, в которых участвовала недавно созданная Шотландская национальная партия, а Коммунистическая партия получила своё первое место за десять лет (Западный Файф).
Выборы 1935 года стали последниемипарламентскими выборами в истории Великобритании, на которых какая-либо партия или альянс партий получили большинство голосов избирателей. Это также были последние выборы, проведённые во время правления короля Георга V, который умер в январе 1936 года.

## Политическая ситуация
Лидер национал-лейбористов Рамсей Макдональд возглавлял Национальное правительство с момента его создания, несмотря на то что самой крупной партией в правящей коалиции были консерваторы, получившие по итогам выборов 1931 года 470 из 554 мест, полученных коалицией. Здоровье Макдональда ухудшалось всё больше и больше на протяжении всего его пребывания на посту премьер-министра и в июне 1935 года он ушелё в оставку, после чего кабинет возглавил лидер Консервативной партии Стэнли Болдуин.
После провала в 1931 году, когда даже партийный лидер Артур Хендерсон потерял своё место в Палате общин, новым лидером Лейбористской партии стал Джордж Лэнсбери. Однако, будучи радикальным христианским пацифистом, он решительно выступал против перевооружения Британии, что вызвало недовольство многих членов партии, депутатов-лейбористов и профсоюзов, связанных с партией, которые рассматривали увеличение военного потенциала Великобритании как необходимый ответ на растущую угрозу европейского фашизма.
Эти разногласия достигли апогея на ежегодной конференции лейбористов в октябре 1935 года, на которой было внесено предложение одобрить санкции против Италии за её вторжение в Абиссинию. Лэнсбери выступил против, но когда предложение было принято, он решил, что его позиция несостоятельна и ушёл в отставку 8 октября. Болдуин, осознавая, что основная оппозиция правительства находится в замешательстве, и стремясь получить мандат для своей новой администрации, 23 октября назначил новые выборы, распустив парламент 25 октября. Не имея времени выбрать нового лидера, лейбористы назначили временным руководителем партии Клемента Эттли, заместителя Лэнсбери.
Поскольку выборы проходили под влиянием Великой депрессии — в частности, сохранявшегося высокого уровня безработицы — Национальное правительство стремилось продолжить свою программу реформ, направленных на восстановление экономики. Однако на фоне растущей воинственности Японской империи, ремилитаризации Германии при Адольфе Гитлере и итальянского вторжения в Абиссинию, вопросы внешней политики и обороны играли более важную роль, чем на предыдущих выборах. В Национальном правительстве шли жаркие внутренние дебаты о том, в какой степени должно проводиться перевооружение в ответ на растущую угрозу новой войны в Европе. Болдуин в целом выступал против перевооружения и манифест коалиции отражал его позицию, обещая, что перевооружение будет «строго ограничено тем, что необходимо для обеспечения безопасности страны и империи».
Либеральная партия раскололась на три отдельные фракции ещё в 1931 году по вопросу о том, поддерживать ли политику протекционизма Национального правительства, и оставалась такой же разделённой по вопросу экономической политики в 1935 году. Официальная Либеральная партия и Независимые либералы бывшего лидера партии Дэвида Ллойд Джорджа, постепенно сближались в течение предыдущих лет, но полного воссоединения к выборам не произошло, из-за чего Ллойд Джорджу (на личное состояние которого либералы в значительной степени полагались во время его пребывания на посту лидера) ограничился финансированием кампаний своих союзников. Не имея финансовых ресурсов, официальная Либеральная партия смогла выдвинуть кандидатов только в 159 округах.

## Результаты
|                                                                    |                                        |                                   |                                   |            |        |         |       |       |
| Партия                                                             | Партия                                 | Лидер                             | Кандидаты                         | Голоса     | Голоса | Голоса  | Места | Места |
| Партия                                                             | Партия                                 | Лидер                             | Кандидаты                         | Голоса     | %      | ± п. п. | Места | ±     |
|                                                                    | Национальное правительство             | Стэнли Болдуин                    | 583                               | 11 183 908 | 53,28  | ▼ 13,29 | 429   | ▼ 125 |
|                                                                    | Консерваторы                           | Стэнли Болдуин                    | 515                               | 10 025 083 | 47,76  | ▼ 7,22  | 387   | ▼ 83  |
|                                                                    | Лейбористы                             | Клемент Эттли                     | 552                               | 7 984 988  | 38,04  | ▲ 8,65  | 154   | ▲ 108 |
|                                                                    | Национал-либералы                      | Джон Олсбрук Саймон               | 44                                | 784 608    | 3,74   | ▲ 0,06  | 35    | ▼ 2   |
|                                                                    | Либералы                               | Герберт Луис Сэмюэл               | 161                               | 1 414 010  | 6,74   | ▲ 0,23  | 17    | ▼ 16  |
|                                                                    | Национал-лейбористы                    | Рамси Макдональд                  | 20                                | 321 028    | 1,53   | ▬       | 8     | ▼ 5   |
|                                                                    | Независимые лейбористы                 | Джеймс Макстон                    | 17                                | 136 208    | 0,65   | ▼ 0,51  | 4     | ▲ 1   |
|                                                                    | Независимые либералы                   | Дэвид Ллойд Джордж                | 5                                 | 67 653     | 0,32   | ▼ 0,19  | 4     | ▬     |
|                                                                    | Североирландские националисты          | Томас Джозеф Кэмпбелл             | 2                                 | 50 747     | 0,24   | ▼ 0,11  | 2     | ▬     |
|                                                                    | Неофициальные коалиционные независимые |                                   | 2                                 | 33 527     | 0,16   | новая   | 2     | ▲ 2   |
|                                                                    | Официальные коалиционные независимые   |                                   | 4                                 | 53 189     | 0,25   | ▼ 0,23  | 1     | ▼ 3   |
|                                                                    | Коммунисты                             | Гарри Поллит                      | 2                                 | 27 177     | 0,13   | ▼ 0,21  | 1     | ▲ 1   |
|                                                                    | Независимые республиканцы              |                                   | 3                                 | 46 715     | 0,22   | новая   | 0     | ▬     |
|                                                                    | Шотландские националисты               | Александер Макьюэн                | 8                                 | 29 517     | 0,14   | ▲ 0,04  | 0     | ▬     |
|                                                                    | Независимые рабочие                    | У. Дж. Браун                      | 1                                 | 14 867     | 0,07   | ▼ 0,02  | 0     | ▬     |
|                                                                    | Партия социального кредита             | Джон Харгрейв                     | 3                                 | 10 376     | 0,05   | новая   | 0     | ▬     |
|                                                                    | Ливерпульские протестанты              | Гарри Диксон Лонгботтом           | 1                                 | 6 677      | 0,03   | ▼ 0,01  | 0     | ▬     |
|                                                                    | Независимые прогрессисты               | Джеральд Бэйли                    | 1                                 | 6 421      | 0,03   | новая   | 0     | ▬     |
|                                                                    | Партия Уэльса                          | Сондерс Льюис                     | 1                                 | 2 534      | 0,01   | ▬       | 0     | ▬     |
|                                                                    | Независимые землевладельцы             | Джордж Питт-Риверс                | 1                                 | 1 771      | 0,01   | новая   | 0     | ▬     |
|                                                                    | Христианские социалисты                | Дж. А. Харпер                     | 1                                 | 1 480      | 0,01   | новая   | 0     | ▬     |
|                                                                    | Независимые                            |                                   | 5                                 | 17 113     | 0,08   | ▼ 0,13  | 1     | ▼ 2   |
|                                                                    | Всего                                  | Всего                             | 1348                              | 20 991 488 | 100    | ▬       | 615   | ▬     |
|                                                                    | Избирателей зарегистрировано/Явка      | Избирателей зарегистрировано/Явка | Избирателей зарегистрировано/Явка | 31 374 449 | 71,02  | ▼ 5,26  |       |       |
| Источник: UK Election Results и Election Statistics: UK 1918—2007. |                                        |                                   |                                   |            |        |         |       |       |

Голоса (отдельно указаны голоса, поданные за партии Национального правительства.
| Голоса избирателей (%)     | Голоса избирателей (%) | Голоса избирателей (%) | Голоса избирателей (%) | Голоса избирателей (%) |
| -------------------------- | ---------------------- | ---------------------- | ---------------------- | ---------------------- |
| Национальное правительство |                        |                        | 53.28 %                |                        |
| Консерваторы               |                        |                        | 47.76 %                |                        |
| Лейбористы                 |                        |                        | 38.04 %                |                        |
| Либералы                   |                        |                        | 6.74 %                 |                        |
| Национал-либералы          |                        |                        | 3.74 %                 |                        |
| Национал-лейбористы        |                        |                        | 1.53 %                 |                        |
| Другие                     |                        |                        | 2.19 %                 |                        |

Места (отдельно указаны места, полученные партиями Национального правительства.
| Места в Палате общин (%)   | Места в Палате общин (%) | Места в Палате общин (%) | Места в Палате общин (%) | Места в Палате общин (%) |
| -------------------------- | ------------------------ | ------------------------ | ------------------------ | ------------------------ |
| Национальное правительство |                          |                          | 69.76 %                  |                          |
| Консерваторы               |                          |                          | 62.93 %                  |                          |
| Лейбористы                 |                          |                          | 25.04 %                  |                          |
| Национал-либералы          |                          |                          | 5.37 %                   |                          |
| Либералы                   |                          |                          | 3.41 %                   |                          |
| Национал-лейбористы        |                          |                          | 1.30 %                   |                          |
| Другие                     |                          |                          | 1.95 %                   |                          |

## После выборов
По итогам выборов правящая коалиция в составе консерваторов, национал-либералов и национал-лейбористов во главе со Стэнли Болдуином удержалась у власти. Из-за начала Второй мировой войны в 1939 году следующие парламентские выборы состоялись только летом 1945 года.

### Комментарии
1. ↑  Приведённые здесь и ниже данные голосования за Консервативную партию включают спикера Палаты общин, шотландских и ольстерских юнионистов.
2. 1 2 3  Коалиция сторонников Национального правительства[англ.] Рамси Макдональда—Стенли Болдуина, включавшая консерваторов, национал-либералов, национал-лейбористов и ряд независимых политиков.
3. ↑  Включая Перси Макдугалла, который официально не был поддержан группой Ллойд Джорджа, но баллотировался в Рашхолме[англ.] (Манчестер) как «независимый либерал».
4. ↑  Независимые кандидаты, которые поддерживали Национальное правительство, но не имели официального одобрения со стороны коалиции.
5. ↑  Независимые кандидаты, которые поддерживали Национальное правительство и получили официальное одобрение со стороны коалиции.
6. ↑  При поддержке Британского союза фашистов[8].
7. ↑  Явка избирателей с учётом только округов, в которых проводилось голосование (29 556 328 избирателей). Безальтернативные выборы состоялись в 40 округах, в которых проживал 1 818 121 избиратель и в которых были избраны 23 консерватора, 13 лейбористов, 3 национал-либерала и 1 независимый. См. UK Election Results.